# Браниця-Радзинська
Браниця-Радзинська (пол. Branica Radzyńska) — село в Польщі, у гміні Радинь-Підляський Радинського повіту Люблінського воєводства.
Населення — 245 осіб (2011).
У 1975-1998 роках село належало до Білопідляського воєводства.

## Демографія
Демографічна структура станом на 31 березня 2011 року:
|          | Загалом | Допрацездатний вік | Працездатний вік | Постпрацездатний вік |
| -------- | ------- | ------------------ | ---------------- | -------------------- |
| Чоловіки | 129     | 31                 | 82               | 16                   |
| Жінки    | 116     | 32                 | 58               | 26                   |
| Разом    | 245     | 63                 | 140              | 42                   |